# Saint-Julien-du-Terroux
Saint-Julien-du-Terroux település Franciaországban, Mayenne megyében. Lakosainak száma 257 fő (2022. január 1.). Saint-Julien-du-Terroux Chevaigné-du-Maine, Lassay-les-Châteaux, Madré, Thubœuf, Méhoudin és Rives d'Andaine községekkel határos.

## Népesség
A település népessége az elmúlt években az alábbi módon változott:
| Lakosok száma | 319  | 276  | 245  | 257  | 286  | 254  | 235  | 223  | 235  | 257  |
|               | 1968 | 1982 | 1990 | 2006 | 2013 | 2015 | 2017 | 2019 | 2020 | 2022 |